# Wolf Martin Zimmermann
Wolf Martin Zimmermann (* im 17. Jahrhundert; † 1739) war ein Schmelz-Meister aus Freiberg, welcher 1701 innerhalb einer Gruppe von Bergbaufachleuten nach Russland ging.

## Leben und Wirken
Am 9. Februar 1702 wurde durch Ukas des russischen Zaren Peter I. vom Bergbauamt eine Expedition in den Ujesd Olonez entsandt, um Mineralien und Fundorte unter der Leitung von Iwan Patruschew mit Beteiligung Zimmermanns und Johann Friedrich Blühers zu suchen. Das Ergebnis war der Bau von mehreren Anlagen, einschließlich des Peter-Werkes in Petrosawodsk (petrosawod = „Peter-Werk“), eines Eisen- und Kanonenwerkes, am Ufer des Flusses Lossossinka.
Im Jahr 1706 wurde unter der Leitung Zimmermanns die Kupferhütte Kontschesero (jetzt: Dorf Kontschesero) errichtet. Seine Assistenten waren Meister Gabriel Schonfinger und Jeremia Bljaschmidt, ebenfalls gebürtige Sachsen.
Im Sommer 1722 wurde Georg Wilhelm Henning die Aufgabe übertragen, bis zum Ural die Schmelzhütten zu bauen. In dieser Gruppe gab es ein paar Spezialisten, unter ihnen war Wolf Martin Zimmermann. Im Zeitraum 1723/1724 baute Wolf Martin Zimmermann gemeinsam mit Kapitan Johann Berglin die Jegoschichinski-Kupferhütte, welche die Keimzelle der Stadt Perm wurde.
In den 1720er und 1730er Jahren bat Zimmermann wiederholt um Rücktritt aus Altersgründen. Doch Peter I. gab dem nicht statt, schätzte seine berufliche Laufbahn und erhöhte stattdessen sein Gehalt.
Wolf Martin Zimmermann starb in Kontschesero im Februar 1739.